# وادي الملوك (فلم)
وادي الملوك (بالإنجليزية: Valley of the Kings (film)) هو فيلم مغامرة صدر في سنة 1954.

## الميزانية والإيرادات
بلغت تكلفة إنتاج الفيلم حوالي 2,065,000 دولار بينما حقق أرباحا تقدر بـ 3,305,000 دولار.

## وصلات خارجية
- مقالات تستعمل روابط فنية بلا صلة مع ويكي بيانات